# 白焼き

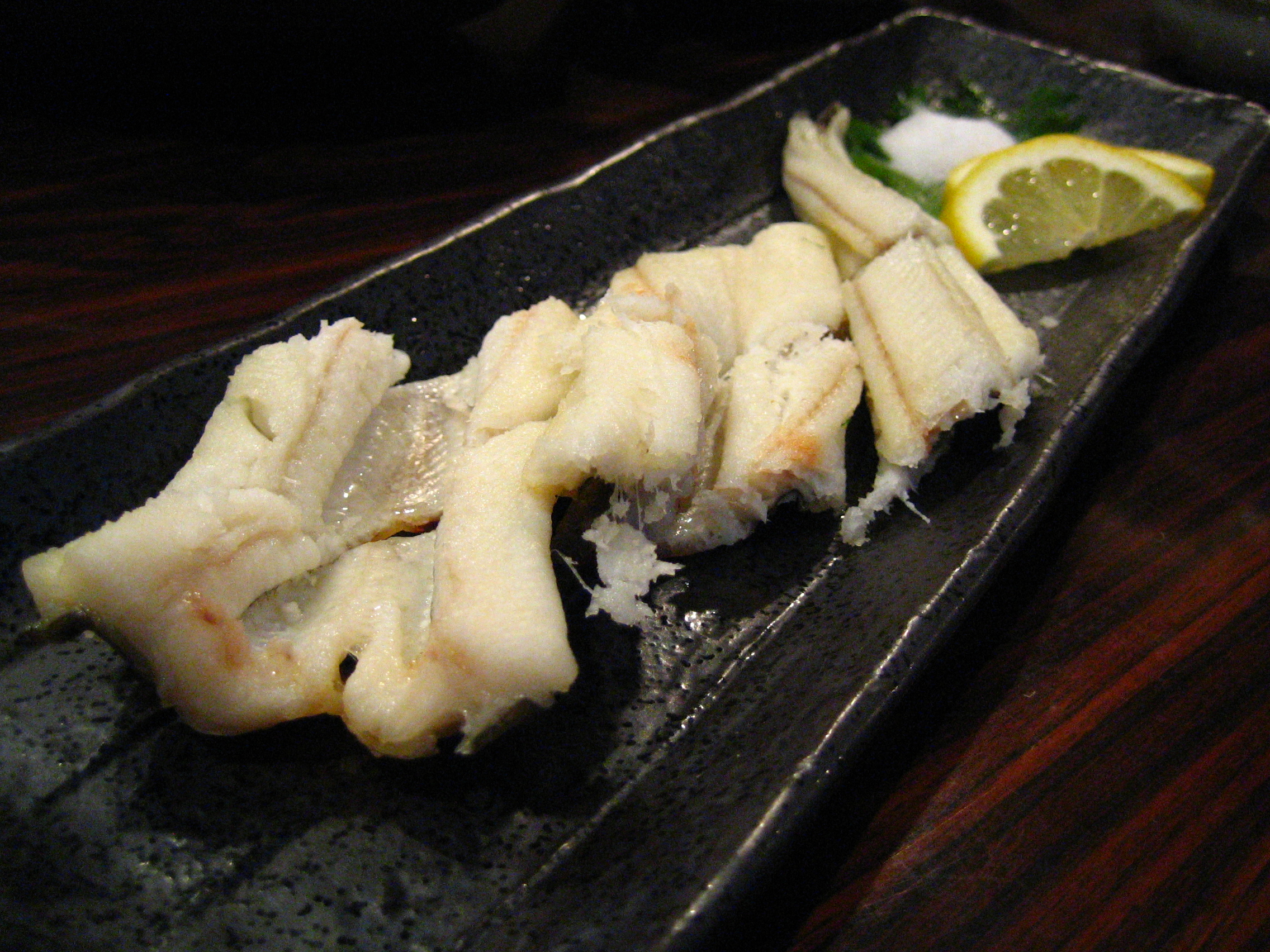
アナゴの白焼き

白焼き（しらやき）とは、食材に調味料やタレ、油などをつけず直火焼きする調理法、または調理された料理のことで、素焼きとも呼ばれる。
食材に含まれる脂を落としたり、旨みを閉じ込める、風味を付ける、焼き目を付けるためにも行われる。離乳期や病気などで味がついてないものの方が好ましい場合などにもよく使われる調理法である。食材の香りが表に出る調理法。
ガスや電気の熱を利用する場合、炭火焼をする場合など焼き方は様々である。

## うなぎ

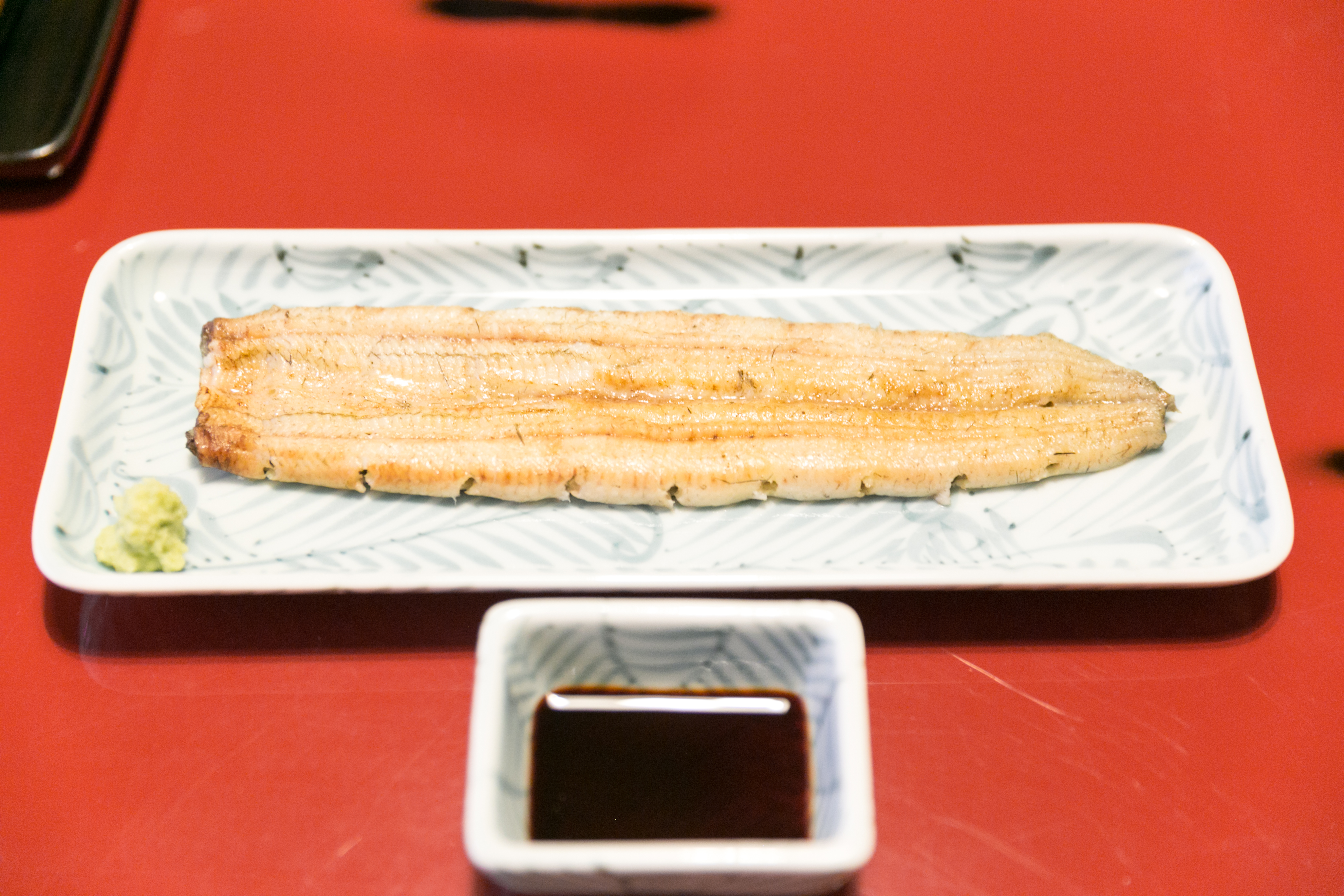
うなぎの白焼き

一般的によく知られている鰻の白焼きは店頭でも売られている。ウナギの白焼きはワサビ醬油で食されることもある。天然ものと養殖ものの違いが味にはっきりと出る、タレの味でごまかせない調理法といわれる。蒲焼の場合は、白焼きを蒸してから、タレを付けながら本焼きする（地域によって異なる）。

## 淡水魚
淡水魚の甘露煮に用いるときの白焼きは、焦げ目が付かないように遠火でじっくり焼く（「焼く」と表現するよりも「乾燥させる」といったほうがあっている）。
一昔の日本の海から離れた内陸地では、淡水魚の白焼きは保存食とされ、貴重な蛋白源でもあった（焼き干し）。

## 団子
団子の甘味や香りを生かす為に、焼き上げたもの。醤油などで味付けしたものは醤油だんごなどと呼ぶ。